# Franz Xaver von Wulfen
Franz Xaver von Wulfen, né le 5 novembre 1728 à Belgrade et décédé le 16 mars 1805 à Klagenfurt (Carinthie) était un prêtre jésuite autrichien, botaniste, physicien, un mathématicien et minéralogiste. L'espèce minérale Wulfénite est nommée après lui.

## Biographie
Fils du Feldmarschall-Leutnant baron Christian Friedrich von Wulfen, Franz Xaver est né pendant l'occupation de Belgrade par les troupes impériales de la monarchie de Habsbourg. Il fait ses études au lycée Jésuite de Kaschau (Cassovie, aujourd'hui Košice en Slovaquie) alors en Haute-Hongrie et entre dans la Compagnie de Jésus le 14 octobre 1745, âgé de 17 ans, à Vienne.
Sa formation spirituelle terminée il a étudié les mathématiques, la philosophie et la théologie. Il était enseignant d'abord à Görz (Gorizia), à l'Académie de la reine Thérèse de Vienne, à Graz en Styrie, à Neusohl (aujourd'hui Banská Bystrica) et à partir de 1755 à Laibach (Ljubljana) en Carniole. Il est ordonné prêtre à Graz, en 1763. À partir de 1764 il enseigne la physique et les mathématiques au lycée de Klagenfurt, capitale de la Carinthie.

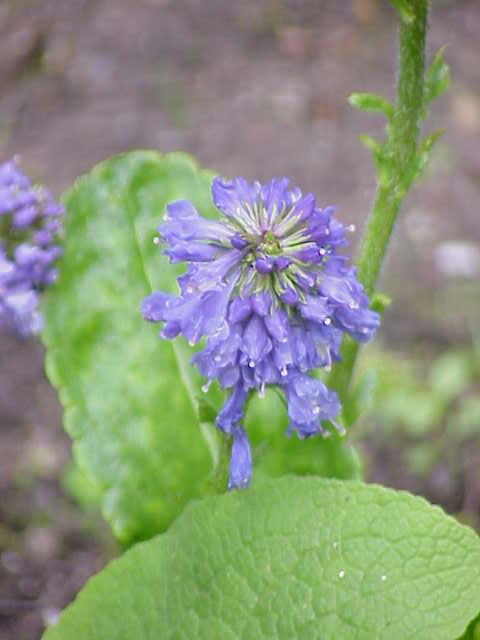
Une Wulfenia carinthiaca, fleur des Alpes carniques en Carinthie.

Après la suppression de la Compagnie de Jésus, en 1773, il se consacre exclusivement à la recherche scientifique, principalement à la botanique et à la minéralogie. Les troupes françaises lui volent une grande partie de ses collections pendant la campagne d'Italie en 1797. Il participe, en 1799 et en 1800, à l'expédition sur le Grossglockner organisée par le prince-évêque Franziskus Xavier von Salm-Reifferscheldt.
Wulfen est membre de diverses sociétés savantes ou académies comme celles de Berlin, d'Erlangen, d'Iéna, de Göttingen, de Klagenfurt et de Stockholm. À partir de 1790, il fut membre de l'Académie Léopoldine. Il entretient une riche correspondance scientifique notamment avec le baron Nikolaus Joseph von Jacquin ou Johann Christian Daniel von Schreber.
Wulfen explore principalement dans les Alpes orientales où il étudie la flore tant des vallées que des hauteurs. Il s'intéresse aux plantes à fleurs mais aussi aux cryptogames et aux lichens. Plusieurs voyages scientifiques le conduisent autour de  la mer Adriatique ainsi qu'aux Pays-Bas.

## Reconnaissance publique

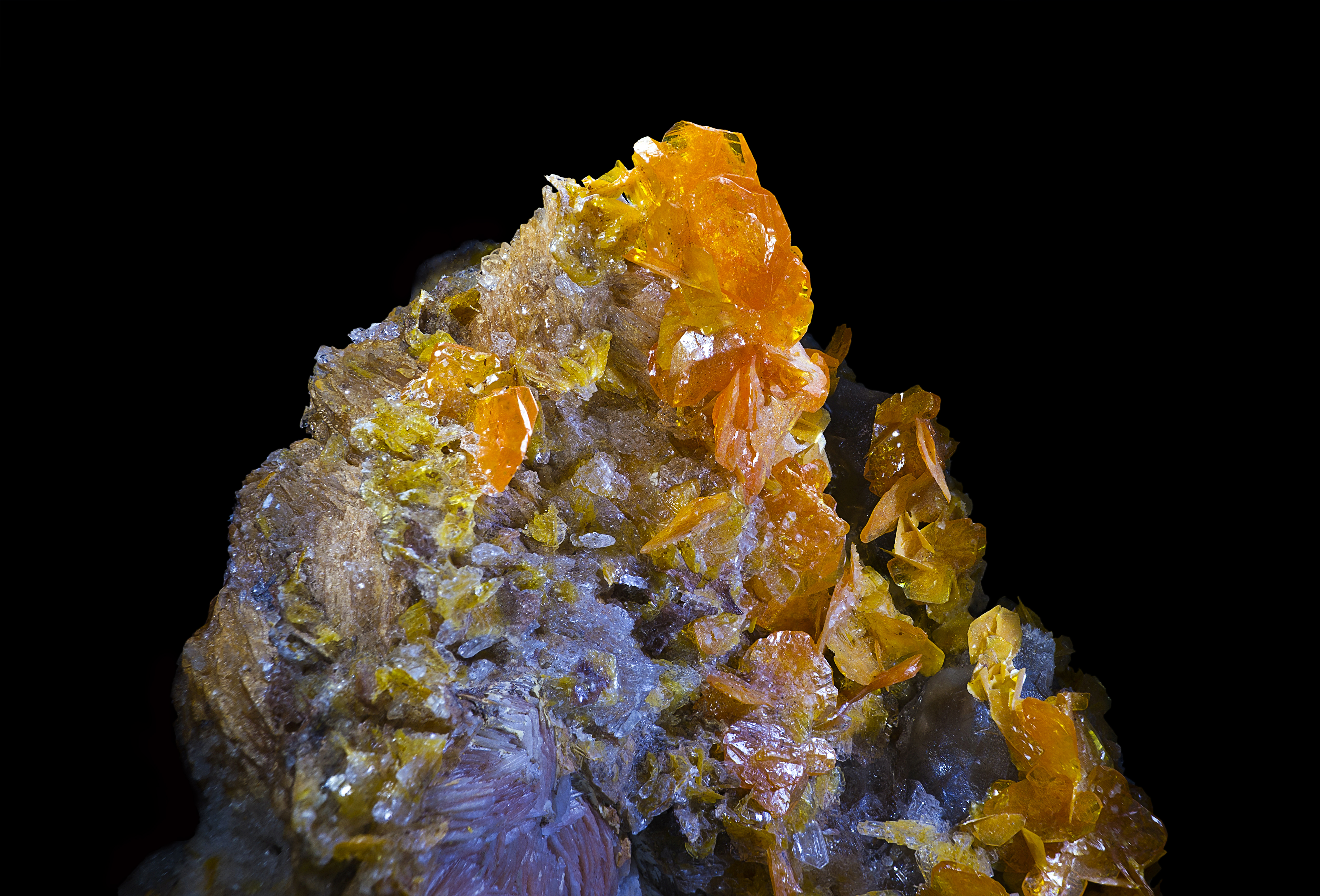
Un spécimen de wulfénite.

- En 1845, Le minéralogiste Wilhelm Karl Ritter von Haidinger lui a dédié une espèce minérale: la Wulfénite.
- En 1966 l'Autriche consacre un timbre-poste à la 'Wulfénia', fleur des Alpes. En 1992, les États-Unis - et plus tard, en 1997 - la Slovénie émettent des timbres-poste illustrant le minéral qui porte son nom: la Wulfénite.

## Écrits
- Plantae rariores carinthiacae. In : Miscellanea austriaca ad botanicam, chemiam et historiam naturalem spectantia, hrsg. von N. J. Jacquin. Volume I (1778), pages 147-163 ; volume II (1781), pages : 25-183.
- Abhandlung vom Kärntner Bleispate, 1785.
- Plantae rariores carinthiacae. In : Collectanea as botanicam, chemiam et historiam naturalem, hrsg. von N. J. Jacquin. Volume I (1786), pages : 186-364 ; volume II (1788), pages : 112-234 ; volume III (1789), pages : 3-166 ; volume IV (1790), pages : 227-348.
- Descriptiones Quorumdam Capensium Insectorum, 1786
- Plantae rariores descriptae, 1803
- Cryptogama aquatica, 1803
- Flora Norica phanerogama, 1858, ouvrage posthume.